# Leptomachilis californica
Leptomachilis californica är en insektsart som beskrevs av Sturm 1991. Leptomachilis californica ingår i släktet Leptomachilis och familjen klippborstsvansar. Inga underarter finns listade i Catalogue of Life.